# Santuario della Madonna delle Grazie (Giugliano in Campania)
La chiesa di San Giovanni Evangelista in Campo si trova nell'area sud-est di Giugliano, in città metropolitana di Napoli e diocesi di Aversa. 
È meglio conosciuta come Chiesa della Madonna delle Grazie, da non confondere perciò con il complesso francescano di Santa Maria delle Grazie posto a nord del centro storico.

## Storia
Considerata la chiesa più antica di Giugliano, i lavori per la costruzione della chiesa di San Giovanni in campo pare iniziarono intorno all'anno mille, grazie al sostegno economico dei fedeli delle campagne circostanti: all'epoca, in effetti, il piccolo villaggio di Giugliano si sviluppava lontano quasi un chilometro più a nord, lungo una diramazione della Via Campana.
A testimoniare l'antichità dell'architettura vi sono l'alto campanile, a cinque piani con cuspide, databile al XV secolo ed il portale del XVI secolo.
Nei secoli la chiesa è stata varie volte restaurata, nel 1648 cessò di essere parrocchia, quando si costruì, al centro del paese, una nuova chiesa che si nominò del SS. Sacramento, poi San Giovaniello e finalmente San Giovanni, così la chiesa antica per differenziarla si chiamò San Giovanni “in campo“.
Dopo lunghi anni di abbandono, infatti, la chiesa subì varie operazioni di restauro (meglio, recupero) che rimodularono l'interno secondo caratteri d'oggi, pur rispettando la pianta a navata unica e le partizioni in elevato. La prima casa canonica realizzata nel 1611 venne ricostruita nel 1804. Nel 1788 venne rifatto il pavimento in mattoni, che poi venne sostituito con lastre di marmo nel 2015.
Nel 1950 si elevò nuovamente a Parrocchia la Chiesa.

## Opere d'arte

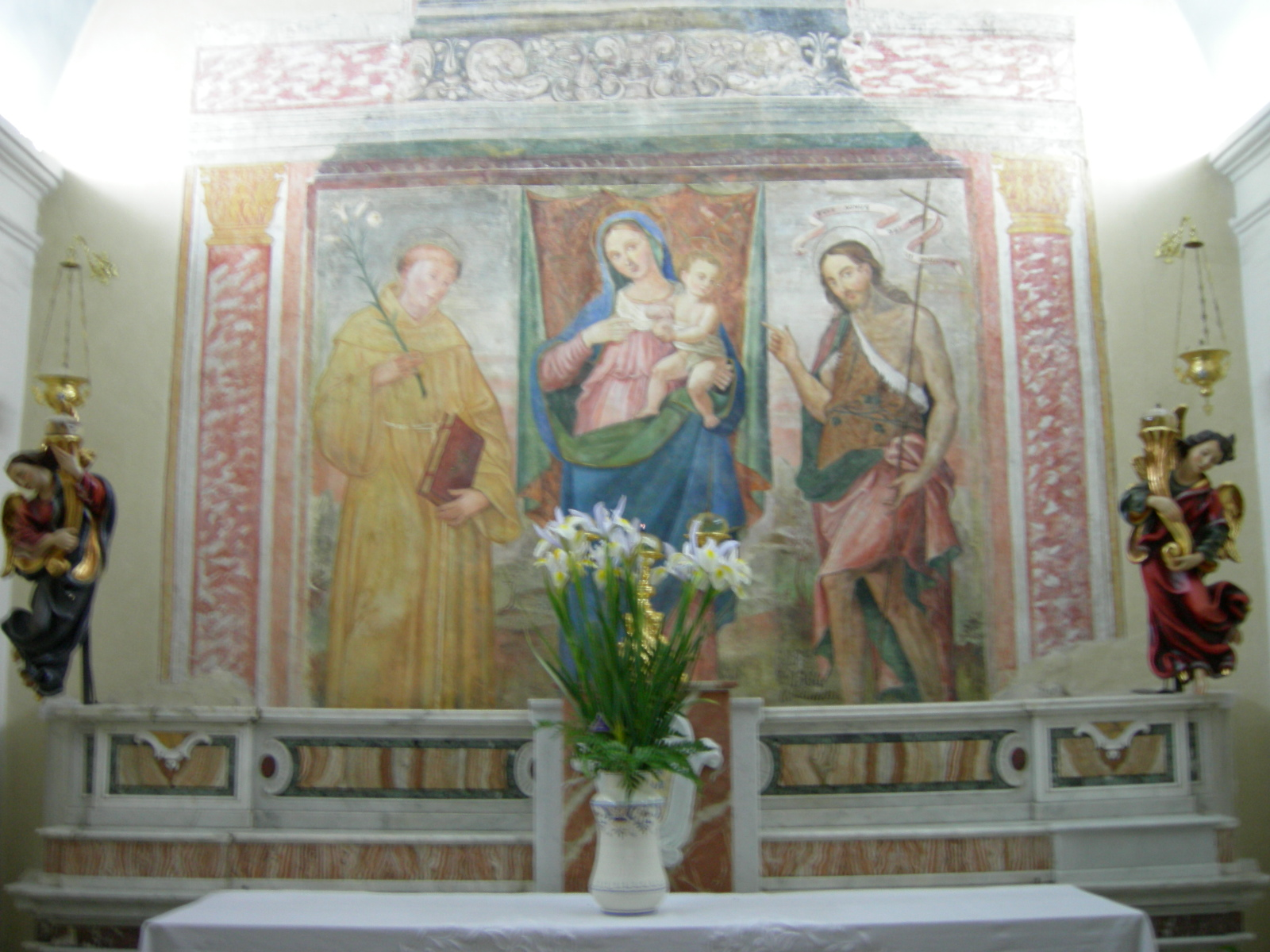
L'Affresco della Madonna delle Grazie

Conservava il polittico con l'Incoronazione della Vergine, opera di Angiolillo Arcuccio, esponente dello stile gotico internazionale, (XV secolo). L'opera oggi è custodita dalla Soprintendenza per i beni architettonici e per il paesaggio e per il patrimonio storico, artistico ed etnoantropologico per Napoli e Caserta.
Si segnalano affreschi databili ai primi anni del XVI secolo ritrovati in alcune cappelle grazie a delicati interventi di rimozione degli intonaci.